# Umbilicaria murihikuana
Umbilicaria murihikuana är en lavart som beskrevs av D. J. Galloway & Sancho. Umbilicaria murihikuana ingår i släktet Umbilicaria och familjen Umbilicariaceae.   Inga underarter finns listade i Catalogue of Life.